# NK Sava Sop
NK Sava je nogometni klub iz naselja Sop-Hrušćica.
Trenutačno se natječe u Jedinstvenoj zagrebačkoj županijskoj ligi.

## Vanjske poveznice
- Stranice na Facebooku